# أرييل كارينيو
أرييل كارينيو (بالإسبانية: Ariel Carreño)‏ (4 مارس 1979 في الأرجنتين - ) هو لاعب كرة قدم أرجنتيني في مركز الهجوم. لعب مع أونس كالداس وإنديبنديينتي سانتا في وبوكا جونيورز وتشاكاريتا جيونيورز وتيرو فيديرال ونادي بويبلا ونادي ثون ونادي سان لورينزو ونادي لانوس ونادي ميلوناريوس ونويفا شيكاجو ولا إكويداد ‏ وClub Atlético Fénix ‏ وسان مارتين دي سان خوان وClub Atlético San Miguel ‏.

## وصلات خارجية
- أرييل كارينيو على موقع الاتحاد الأوربي (الإنجليزية)
- أرييل كارينيو على موقع قاعدة بيانات كرة القدم.إي يو (الإنجليزية)